# Argiope macrochoera
Argiope macrochoera är en spindelart som beskrevs av Tord Tamerlan Teodor Thorell 1891. Argiope macrochoera ingår i släktet Argiope och familjen hjulspindlar. Inga underarter finns listade i Catalogue of Life.